# Juan Krupoviesa
Juan Ángel Krupoviesa (nascido em 16 de Abril de 1979) é um lateral-esquerdo argentino, que atualmente joga no Club Atlético Boca Juniors.
Krupoviesa fez a sua estréia no futebol pelo Estudiantes, no qual jogou entre 1999 e 2005, antes de ser vendido para o Boca Juniors.
Lá, Krupoviesa conquistou cinco títulos em dois anos, mas em outubro de 2006, teve uma grave lesão, quando ficou por quase um ano parado.
Em janeiro de 2008, o Boca emprestou-o ao Olympique de Marselha, mas ele retornou ao Boca em julho, no fim da temporada francesa.

## Títulos
| Ano           | Clube        | Título                     |
| ------------- | ------------ | -------------------------- |
| Apertura 2005 | Boca Juniors | Primera División Argentina |
| 2005          | Boca Juniors | Recopa Sul-americana       |
| 2005          | Boca Juniors | Copa Sul-americana         |
| Clausura 2006 | Boca Juniors | Primera División Argentina |
| 2006          | Boca Juniors | Recopa Sul-americana       |